# Gerecse-Gebirge
Das Gerecse-Gebirge, auf Deutsch auch Geißgebirge genannt, gehört dem westlichsten Teil des Dunazug-Berglands im Ungarischen Mittelgebirge an.
Das Karstgebirge umfasst ein Gebiet von 850 km² und ist durchschnittlich 400 m hoch. Der höchste Gipfel ist mit 634 m der Nagy-Gerecse („Großer Geiß“).

## Lage
Das Gerecse-Gebirge liegt im Komitat Komárom-Esztergom. Es liegt zwischen dem Tatai-árok („Tataer Graben“) und dem Vértes-Gebirge. Außerdem trennt es das Dorog-Becken zwischen dem Graben von Dorog und Pilisvörösvár vom Pilisgebirge. Weiterhin wird es vom Zsámbék-Becken und von den Budaer Bergen begrenzt. Im Westen liegt die Kleine Ungarische Tiefebene und im Norden endet es an den Hängen zur Donau.

## Klima
Auf Grund der geographischen Gegebenheiten zeichnet sich in der Wetterbeobachtung ab, dass die Niederschlagsfronten bis Tata-Szár reichen, während die Bereiche um Tatabánya und die südlichen Berghänge trockener sind.
| Einige Klimadaten                          |            |
| Durchschnittlicher Jahresniederschlag      | 604 mm     |
| Niederschläge zwischen April und September | 345 mm     |
| Durchschnittstemperatur im Winter          | 2,8 °C     |
| Temperaturminimum im Winter                | −13,9 °C   |
| Durchschnittstemperatur im Frühling        | 12,5 °C    |
| Durchschnittstemperatur im Sommer          | 18,5 °C    |
| Temperatur im Jahresdurchschnitt           | 9,5 °C     |
| Mittlere Temperatur im Januar              | −1,4 °C    |
| Mittlere Temperatur im Juli                | 20,4 °C    |
| Durchschnittliche Zahl an Sonnenstunden    | 1980 h     |
| Zahl der Sonnentage im Winter              | 23–35 Tage |

## Geschichte

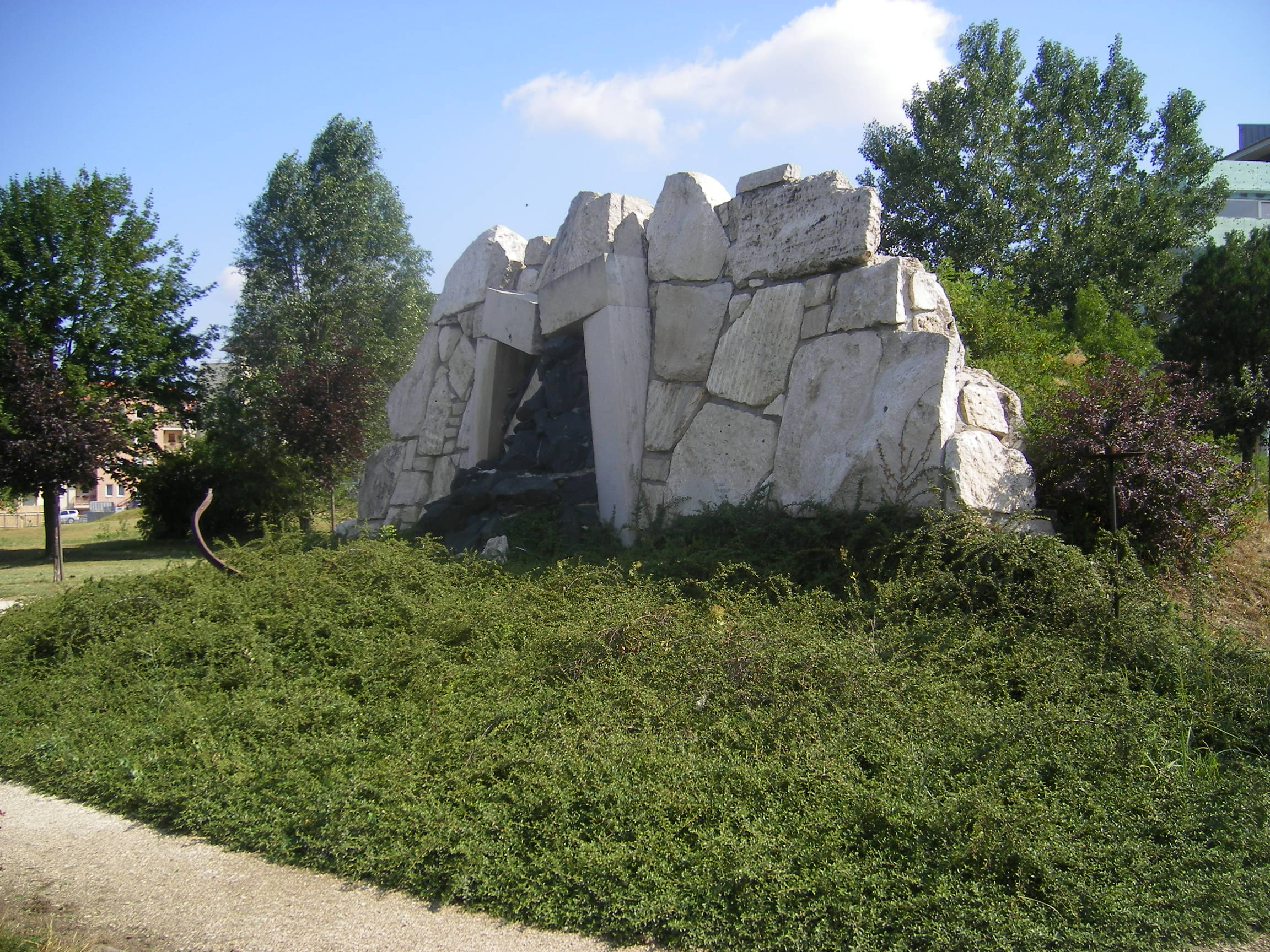
Denkmal für Bergleute (Tatabánya)

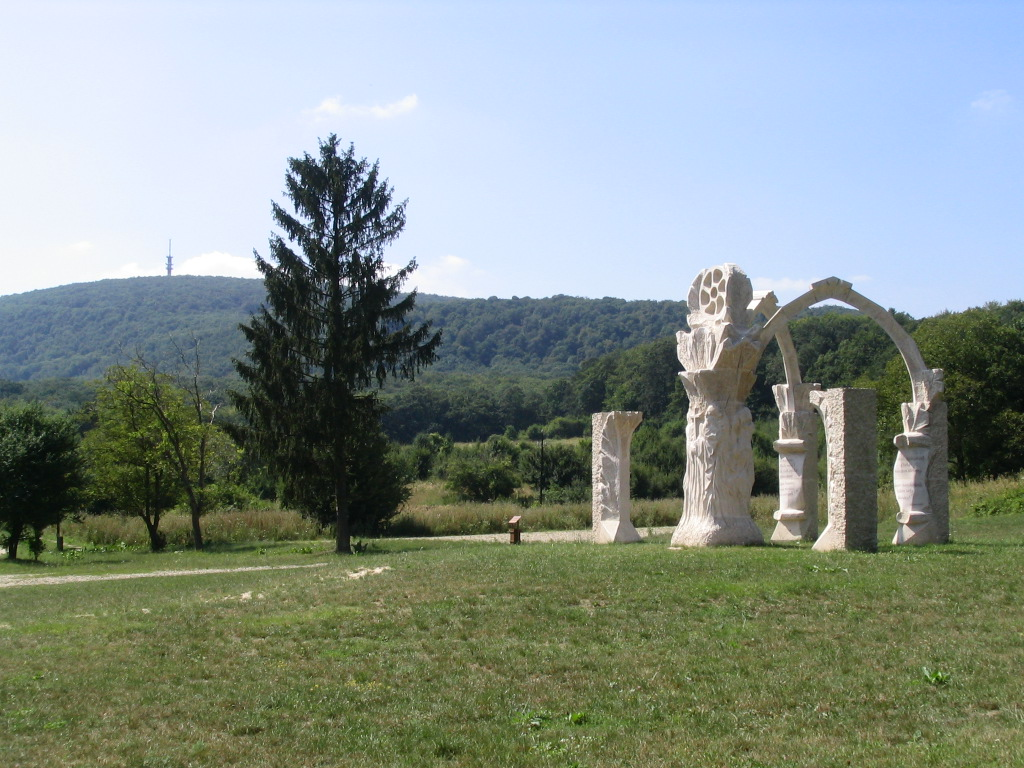
Gedenksteine der Schlacht von Pusztamarót (1526)

In den Steinbrüchen baute man bereits zu Zeiten der Römer, sowie später unter den Königen Sigismund von Luxemburg und Matthias Corvinus rötlichen Kalkstein (vörös márvány, Piszke-Marmor, Tardos-Marmor) ab, der als Ersatz für Marmor Anwendung fand.
Nach dem Sieg der Osmanen bei der Schlacht bei Mohács im Jahr 1526 stießen die Akıncı in die ländlichen Gegenden um die Hauptstadt vor. In der Nähe des Dorfes Pusztamarót hatten sich Bauern gegen die Angreifer verschanzt, sie konnten jedoch der Übermacht nicht standhalten.

## Geologie
Die vorherrschende Gesteinsart ist Kalkstein, teilweise gibt es aber auch Dolomitgestein. Von den lokalen Formationen der Sedimentgesteine (Kalkstein, Sandstein, Tonminerale und Mergel) sind Kalksteinhöhlen und lokale Verkarstungen ebenso zu nennen wie die Kohleschichten aus dem Eozän und dem Oligozän. Der Mergel, ein Basismaterial für Zement, schneidet in die zur Donau hin gerichteten Lössschichten tiefe Straßen und Lösswände.

Im Gerecse-Gebirge, besonders an seinem Nordabhang, befinden sich zahlreiche historische und neuzeitliche Werksteinbrüche. Gewonnen werden rote, graue und beigefarbene Kalksteine. Die Steinbrüche bei Süttő und oberhalb von Tardos besitzen eine besondere Bedeutung in der Architektur- und Kunstgeschichte, da sie für wichtige Bau- und Kunstwerke überregional Material lieferten. Einige römische Architekturfragmente in Tata entstammen alten Abbaustellen im Gebirge.
Die carbonathaltigen Gesteinsschichten sind in der Trias entstanden. Im Westen und Norden erstrecken sich in Richtung der Becken der Tiefebene tiefe Bruchlinien. Am Rand des Gebirges sind 1000 m tief reichende Kalksteinformationen an der Oberfläche zu finden. Manche der abfallenden Karbonatschichten weisen Zeichen einer Auffaltung auf. Dieses Phänomen wird sasbérc genannt und ist in der Umgebung von Tata zu finden.
Im Jahr 1996 wurde in einem Bergwerk ein 180 Millionen Jahre altes Skelett eines Krokodils gefunden.

## Gliederung
- Das westliche Gerecse-Gebirge

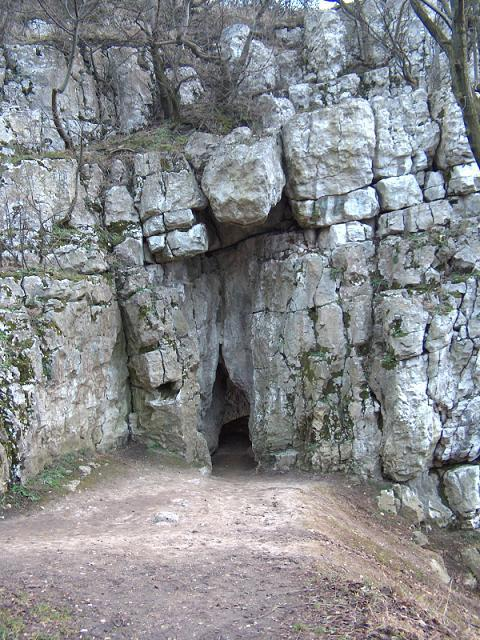
Eingang zur Szelim-Höhle

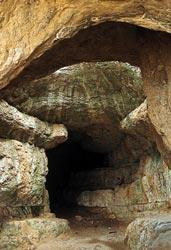
Innenansicht der Szelim-Höhle

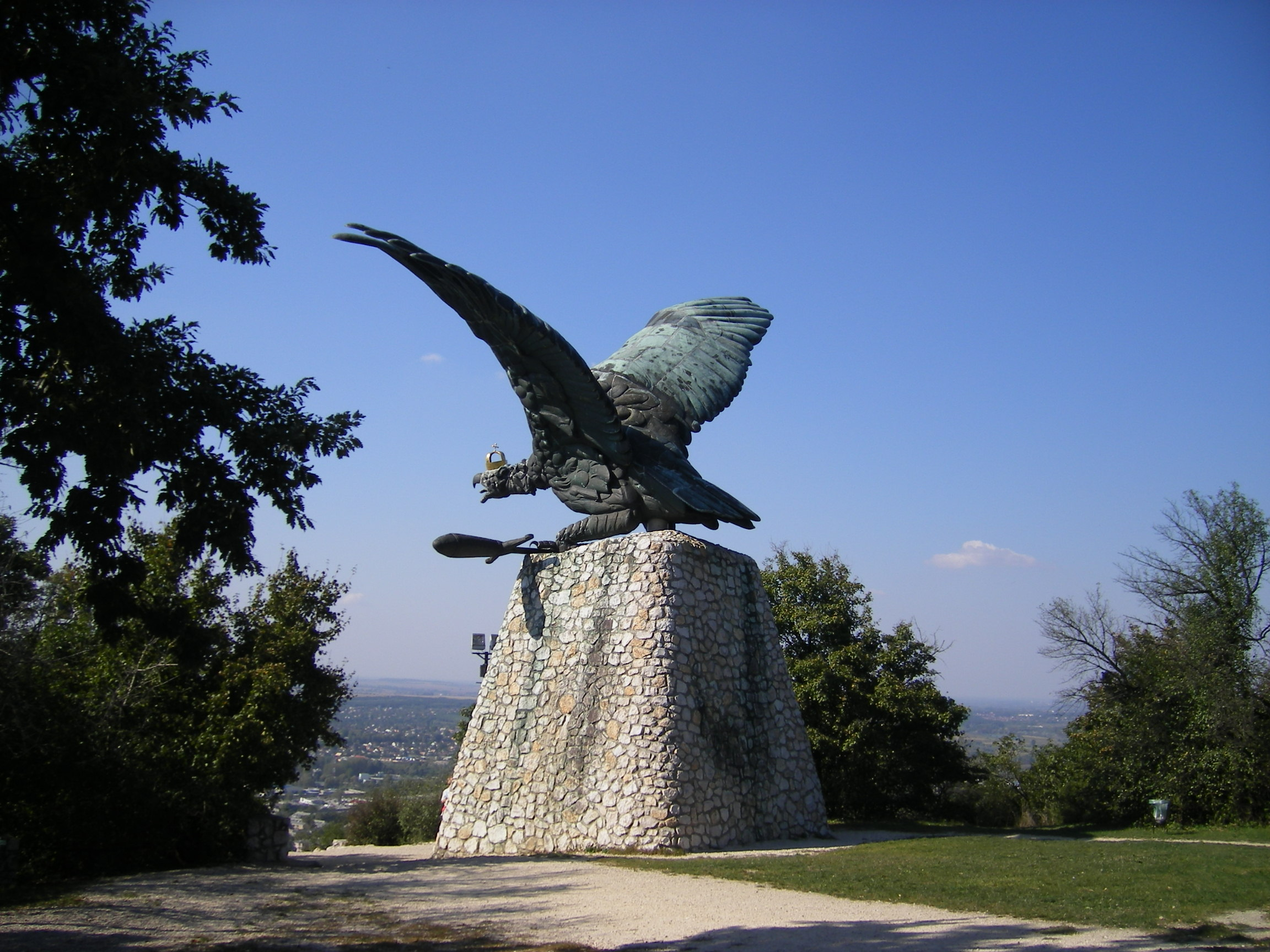
Turul-Statue am Kő-Berg bei Tatabánya

Dieser Teil beginnt in südöstlicher Richtung von Neszmély. Dort befinden sich der 375 m hohe Asszonyhegy und der 425 m hohen Somló-rög. Im Süden setzt es sich mit den Bergen Hosszúvontató (450 m), Nagy-Dobó (424 m), Agostyáni (441 m), Öreg-Kovács (555 m) und dem Plateau Hajagos (443 m) fort. Bei Tatabánya, auf dem Csúcsos (369 m) befindet sich ein Millenniumsdenkmal mit dem Turul. Außerdem befinden sich dort noch die Berge Veres (341 m) und Nagy-Keselő. Am nördlichen und südlichen Ende der Berglinie sind Höhlen zu finden. Der Eingang zur Höhle am Nagy-Somló liegt auf 390 m Höhe. Bekannter ist aber die Szelim-Höhle am Berg Kő bei Tatabánya.
- Das mittlere oder hohe Gerecse-Gebirge

Der mittlere Teil beginnt im Osten des Tardos-Vértestolna-Beckens mit dem Haraszt-Berg (283 m). Weiter im Osten liegt der 399 m hohe Berzsek-Berg, dessen Mergel- und Kalksteinbrüche Zementwerke versorgen. Weitere Berge sind:
- Nagy-Eménkes (526 m)
  - Großer (544 m) und Kleiner Pisznice (525 m)
  - Nagy-Gerecse (634 m)
  - Fehér-kő (525 m)
  - Bánya (360 m)
  - Fekete-kő (362 m)
  - Somberek (409 m)
  - Lukas-kő (355 m)
  - Szenék (400 m)
  - Bősomlyó (346 m)

Die längste Höhle befindet sich am Pisznice.
- Das östliche Gerecse-Gebirge

Das östliche Gerecse-Gebirge beginnt mit dem Öreg-kő (375 m), wo die Jankovich-Höhle liegt. Die wichtigsten Gipfel sind:
- - Nagy-Gete (457 m) bei Dorog
  - Őr in Bajna
  - Gyarmat (362 m) in Gyermely
  - Nyakas (324 m) in Zsámbék

- Das südliche Gerecse-Gebirge

Der südliche Teil trennt das Hauptmassiv des Gebirges vom Vértestolnaer, Héreger und Tarjáner Becken sowie vom Tal Szentlászló-víz. In Richtung Osten sind die ersten Gipfel der 400 m hohe Pes-kő, der 438 m hohe Baglyas und der 448 m hohe Somlyóvár. Die letzten dazugehörenden Berge sind der steil abfallende Zuppa (385 m) und der Lóingató (303 m).

## Hydrographie
Das in der verkarsteten Oberfläche versickernde Wasser gelangt in Quellen wieder an die Oberfläche. Die Wasserläufe führen entsprechend der durch Erosion entstandenen Oberfläche vom östlichen Gerecse über den mittleren Teil zum westlichen Gebirge.
Gegenwärtig speisen sich die meisten Gewässer aus dem westlichen Teil des Gerecse. Auch in Tata entspringen Quellen, z. B. die Fényes-Quelle (20 000 m³/Tag). Im Zuge der Auswirkungen des Bergbaus in Tatabánya, Oroszlány und Dorog nahm der Pegelstand des Karstwassers Anfang der 1980er Jahre langsam aber deutlich ab.
Heute stagniert der Pegel auf Grund der Krise im Kohlebergbau und wegen zunehmender Niederschläge. Dem Hydrologen Ádám Fürst zufolge ist zu erwarten, dass versiegte Quellen erneut entspringen.

## Bodenverhältnisse
In dem Gebiet wird Forstwirtschaft betrieben, weshalb der größte Teil des Bodens Waldboden ist. Jedoch kommt es auch zu Bodenabtragung durch Erosion. Unter den dunklen Waldböden und den Lössschichten sind flache Schichten von karbonathaltigen Humus- und Rendzina-Böden zu finden, die einen hohen pH-Wert von bis zu 8 aufweisen.

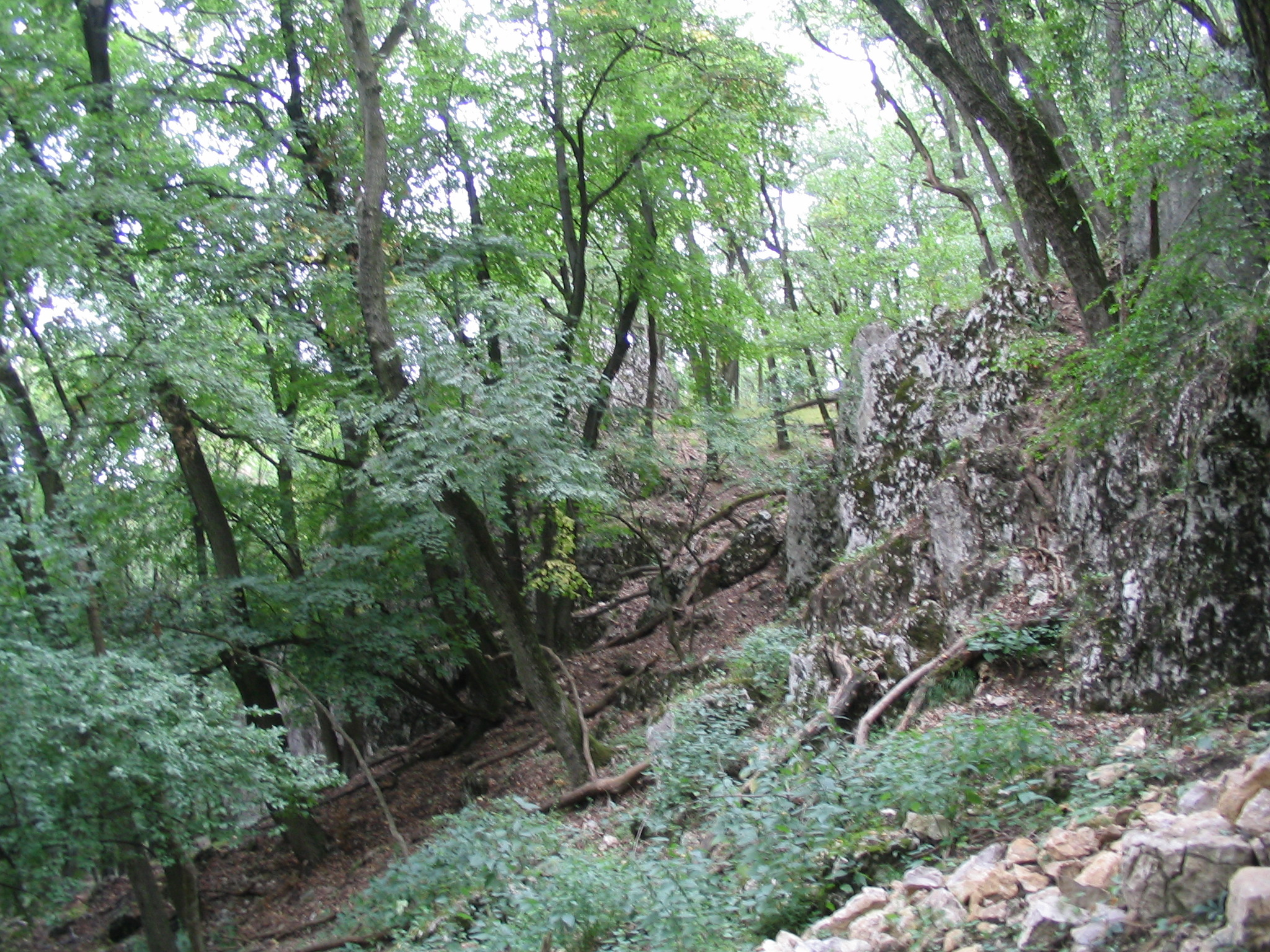
Waldgebiet im Gerecse

## Tier- und Pflanzenwelt
Die Gipfel sind mit Karstwäldern bedeckt. Es wachsen vor allem Sträucher und Eichen. Unter Sträuchern ist der Gelbe Blasenstrauch zu finden und unter Eichen kommt oft die Nieswurz und die Gelbdolde vor. Ein Relikt der Eiszeit ist das zu den Steckenkräutern gehörende geschützte Ferula sadleriana (Magyarföldi husáng).
Typische Pflanzen im Turuli-parkerdő („Parkwald Turul“)
| Baumarten: - Steinweichsel - Flaumeiche - Zerreiche - Feld-Ahorn - Manna-Esche Sträucher: - Spindelsträucher - Gewöhnlicher Liguster - Eingriffeliger Weißdorn |  | Gräser und Blumen: - Einblütiges Perlgras (Melica uniflora) - Gelbdolde (Smyrnium perfoliatum) - Ruprechtskraut - Ungarische Nelke (Dianthus pontederae) - Aufrechter Ziest - Edel-Gamander - Gemeines Zittergras |

In den Karstlandschaften:
| - Zwerg-Schwertlilie (Iris pumila) - Fetthennen - Große Fetthenne - Wimper-Perlgras - Blasser Schaf-Schwingel (Festuca pallens) |  | - Neilreich-Hauswurz (Jovibarba hirta var. neilreichii) - Haar-Pfriemengras (Stipa capillata, Poaceae) - Berg-Gamander - Zypressen-Wolfsmilch - Frühlings-Adonisröschen |